# Senatori della III legislatura del Regno di Sardegna
Elenco dei senatori della III legislatura del Regno di Sardegna (dal 30 luglio 1849 al 20 novembre 1849) con i nominati dal re Vittorio Emanuele II.

## Nomine
Il numero della prima colonna si riferisce al numero nella serie cronologica ufficiale.
Convalida e giuramento:
  In legislature precedenti
  Durante la legislatura
  In legislature successive
| Num. | Nominativo                                  | Categoria | Date             | Date              | Date              | Osservazioni                      |
| Num. | Nominativo                                  | Categoria | Decreto          | Convalida         | Giuramento        | Osservazioni                      |
| ---- | ------------------------------------------- | --------- | ---------------- | ----------------- | ----------------- | --------------------------------- |
|      | Ferdinando, duca di Genova                  |           |                  |                   | 1 febbraio 1849   | art. 34 dello Statuto             |
|      | Eugenio di Savoia Carignano                 |           |                  |                   | 29 marzo 1849     | art. 34 dello Statuto             |
| 1    | Albini Giuseppe                             | 14 20     | 3 aprile 1848    | 31 luglio 1849    | 31 luglio 1849    |                                   |
| 2    | Alfieri di Sostegno Cesare                  |           | 3 aprile 1848    |                   |                   |                                   |
| 77   | Aporti Ferrante                             |           | 19 dicembre 1848 |                   |                   |                                   |
| 3    | Asinari di San Marzano Ermolao              |           | 3 aprile 1848    |                   |                   |                                   |
| 4    | Avogadro di Collobiano Filiberto            |           | 3 aprile 1848    |                   |                   |                                   |
| 59   | Aymerich di Laconi Ignazio                  | 21        | 3 maggio 1848    | 12 novembre 1849  | 12 novembre 1849  |                                   |
| 5    | Balbi Piovera Giacomo                       |           | 3 aprile 1848    |                   |                   |                                   |
| 60   | Balduini Sebastiano                         |           | 3 maggio 1848    |                   |                   |                                   |
| 6    | Bava Eusebio                                | 14 20     | 3 aprile 1848    | 31 luglio 1849    | 31 luglio 1849    |                                   |
| 8    | Billet Alessio                              | 1         | 3 aprile 1848    | 23 marzo 1850     | 23 marzo 1850     |                                   |
| 9    | Blanc Nicola                                |           | 3 aprile 1848    |                   |                   |                                   |
| 85   | Brielli Pietro                              | 21        | 10 luglio 1849   | 31 luglio 1849    | 30 luglio 1849    |                                   |
| 10   | Brignole Sale Antonio                       | 4 6       | 3 aprile 1848    | 18 aprile 1855    | 18 aprile 1855    |                                   |
| 17   | Cataldi Giuseppe                            |           | 3 aprile 1848    |                   |                   |                                   |
| 66   | Chiodo Agostino                             |           | 14 ottobre 1848  |                   |                   |                                   |
| 74   | Cibrario Luigi                              |           | 17 ottobre 1848  |                   |                   |                                   |
| 12   | Colla Federico                              |           | 3 aprile 1848    |                   |                   |                                   |
| 13   | Coller Gaspare                              |           | 3 aprile 1848    |                   |                   |                                   |
| 16   | Colli di Felizzano Vittorio                 |           | 3 aprile 1848    |                   |                   |                                   |
| 14   | Cordero di Pamparato Stanislao              |           | 3 aprile 1848    |                   |                   |                                   |
| 15   | Cotta Giuseppe                              |           | 3 aprile 1848    |                   |                   |                                   |
| 88   | Cristiani di Ravarano Cesare                | 9         | 27 luglio 1849   | 31 luglio 1849    | 30 luglio 1849    |                                   |
|      | Dal Pozzo della Cisterna Emanuele           |           | 3 aprile 1848    |                   |                   |                                   |
| 18   | D'Angennes Alessandro                       |           | 3 aprile 1848    |                   |                   |                                   |
| 48   | Dalla Valle Rolando Giuseppe                |           | 3 aprile 1848    |                   |                   |                                   |
| 19   | De Cardenas Lorenzo                         |           | 3 aprile 1848    |                   |                   |                                   |
| 81   | De Ferrari Domenico                         | 5         | 10 luglio 1849   | 12 settembre 1849 | 12 settembre 1849 |                                   |
| 21   | De Fornari Giuseppe                         |           | 3 aprile 1848    |                   |                   |                                   |
| 20   | De La Charrière Bernardo                    |           | 3 aprile 1848    |                   |                   |                                   |
| 76   | De Launay Claudio Gabriele                  |           | 7 dicembre 1848  |                   |                   |                                   |
| 78   | De Margherita Luigi                         |           | 19 dicembre 1848 |                   |                   |                                   |
| 75   | De Maugny Clemente                          | 14        | 17 ottobre 1848  | 27 maggio 1853    | 27 maggio 1853    |                                   |
| 23   | Di Saluzzo Alessandro                       |           | 3 aprile 1848    |                   |                   |                                   |
| 24   | Di Saluzzo Annibale                         |           | 3 aprile 1848    |                   |                   |                                   |
| 22   | Doria Giorgio                               |           | 3 aprile 1848    |                   |                   |                                   |
| 25   | Ferrero della Marmora Alberto               |           | 3 aprile 1848    |                   |                   |                                   |
| 67   | Ferrero della Marmora Carlo                 |           | 14 ottobre 1848  |                   |                   |                                   |
| 86   | Forest Guglielmo                            | 20        | 10 luglio 1849   | 27 aprile 1852    | 27 aprile 1852    |                                   |
| 79   | Franzini Antonio                            | 5 14 20   | 10 luglio 1849   | 31 luglio 1849    | 30 luglio 1849    |                                   |
| 82   | Galli della Loggia Carlo Ferdinando         | 21        | 10 luglio 1849   | 31 luglio 1849    | 30 luglio 1849    |                                   |
| 68   | Gallina Stefano                             |           | 14 ottobre 1848  |                   |                   |                                   |
| 70   | Gattino Antonio Giuseppe                    |           | 14 ottobre 1848  |                   |                   |                                   |
| 61   | Gerbaix de Sonnaz Ettore                    |           | 3 maggio 1848    |                   |                   |                                   |
| 27   | Giulio Carlo Ignazio                        |           | 3 aprile 1848    |                   |                   |                                   |
| 28   | Gromo Giuseppe                              |           | 3 aprile 1848    |                   |                   | Dimissionario il 15 novembre 1849 |
| 64   | Maestri Ferdinando                          |           | 6 giugno 1848    |                   |                   |                                   |
| 32   | Maffei di Boglio Carlo                      |           | 3 aprile 1848    |                   |                   |                                   |
| 87   | Malaspina Luigi                             | 21        | 10 luglio 1849   | 31 luglio 1849    | 30 luglio 1849    |                                   |
| 29   | Manno Giuseppe                              |           | 3 aprile 1848    |                   |                   |                                   |
| 84   | Moreno Ottavio                              | 17 20     | 10 luglio 1849   | 31 luglio 1849    | 30 luglio 1849    |                                   |
| 62   | Moris Giuseppe Giacinto                     |           | 3 maggio 1848    |                   |                   |                                   |
| 30   | Mosca Bernardo Carlo                        |           | 3 aprile 1848    |                   |                   |                                   |
| 31   | Musio Giuseppe                              |           | 3 aprile 1848    |                   |                   |                                   |
| 63   | Nazari di Calabiana Luigi                   |           | 3 maggio 1848    |                   |                   |                                   |
| 33   | Nigra Giovanni                              |           | 3 aprile 1848    |                   |                   |                                   |
| 89   | Oneto Giacomo                               | 20 21     | 27 luglio 1849   | 13 agosto 1849    | 13 agosto 1849    |                                   |
| 35   | Pagliacciù della Planargia Giovanni Antonio |           | 3 aprile 1848    |                   |                   |                                   |
| 34   | Pallavicini Ignazio                         |           | 3 aprile 1848    |                   |                   |                                   |
| 71   | Pallavicino Mossi Lodovico                  |           | 14 ottobre 1848  |                   |                   |                                   |
| 38   | Pes di Villamarina Emanuele                 |           | 3 aprile 1848    |                   |                   |                                   |
| 37   | Petitti di Roreto Carlo Ilarione            |           | 3 aprile 1848    |                   |                   |                                   |
| 36   | Peyron Amedeo                               |           | 3 aprile 1848    |                   |                   | Dimissionario il 21 agosto 1849   |
| 40   | Picolet Lorenzo                             |           | 3 aprile 1848    |                   |                   |                                   |
| 39   | Plana Giovanni Antonio Amedeo               |           | 3 aprile 1848    |                   |                   |                                   |
| 41   | Plezza Giacomo                              |           | 3 aprile 1848    |                   |                   |                                   |
| 73   | Prat Ferdinando                             |           | 14 ottobre 1848  |                   |                   |                                   |
| 43   | Provana di Collegno Giacinto                |           | 3 aprile 1848    |                   |                   |                                   |
| 42   | Provana di Collegno Luigi                   |           | 3 aprile 1848    |                   |                   |                                   |
| 44   | Quarelli di Lesegno Celestino               |           | 3 aprile 1848    |                   |                   |                                   |
| 72   | Regis Gaspare Domenico                      |           | 14 ottobre 1848  |                   |                   | Dimissionario il 30 agosto 1849   |
| 83   | Riberi Alessandro                           | 18 20     | 10 luglio 1849   | 20 ottobre 1849   | 20 ottobre 1849   |                                   |
| 45   | Ricci Alberto                               |           | 3 aprile 1848    |                   |                   |                                   |
| 46   | Ricci Francesco Giovanni                    |           | 3 aprile 1848    |                   |                   |                                   |
| 47   | Rignon Edoardo Giuseppe                     |           | 3 aprile 1848    |                   |                   |                                   |
| 49   | Rorà di Lucerna Maurizio                    |           | 3 aprile 1848    |                   |                   |                                   |
| 50   | Sallier della Torre Vittorio Amedeo         |           | 3 aprile 1848    |                   |                   |                                   |
| 65   | Sanvitale Luigi                             |           | 6 giugno 1848    |                   |                   |                                   |
| 51   | Sauli d'Igliano Lodovico                    |           | 3 aprile 1848    |                   |                   |                                   |
| 80   | Sclopis di Salerano Federigo                | 5 9 18 20 | 10 luglio 1849   | 31 luglio 1849    | 30 luglio 1849    |                                   |
| 52   | Serra Domenico                              |           | 3 aprile 1848    |                   |                   |                                   |
| 53   | Serventi Giorgio                            |           | 3 aprile 1848    |                   |                   |                                   |
|      | Spinola Massimiliano                        |           | 3 maggio 1848    |                   |                   |                                   |
| 54   | Stara Giuseppe                              |           | 3 aprile 1848    |                   |                   |                                   |
| 55   | Taparelli d'Azeglio Roberto                 |           | 3 aprile 1848    |                   |                   |                                   |
| 56   | Tempia Amedeo                               |           | 3 aprile 1848    |                   |                   |                                   |
| 57   | Tornielli di Borgo Lavezzaro Girolamo       |           | 3 aprile 1848    |                   |                   |                                   |
| 58   | Trabucco di Castagnetto Cesare              |           | 3 aprile 1848    |                   |                   |                                   |